# 和洋折衷

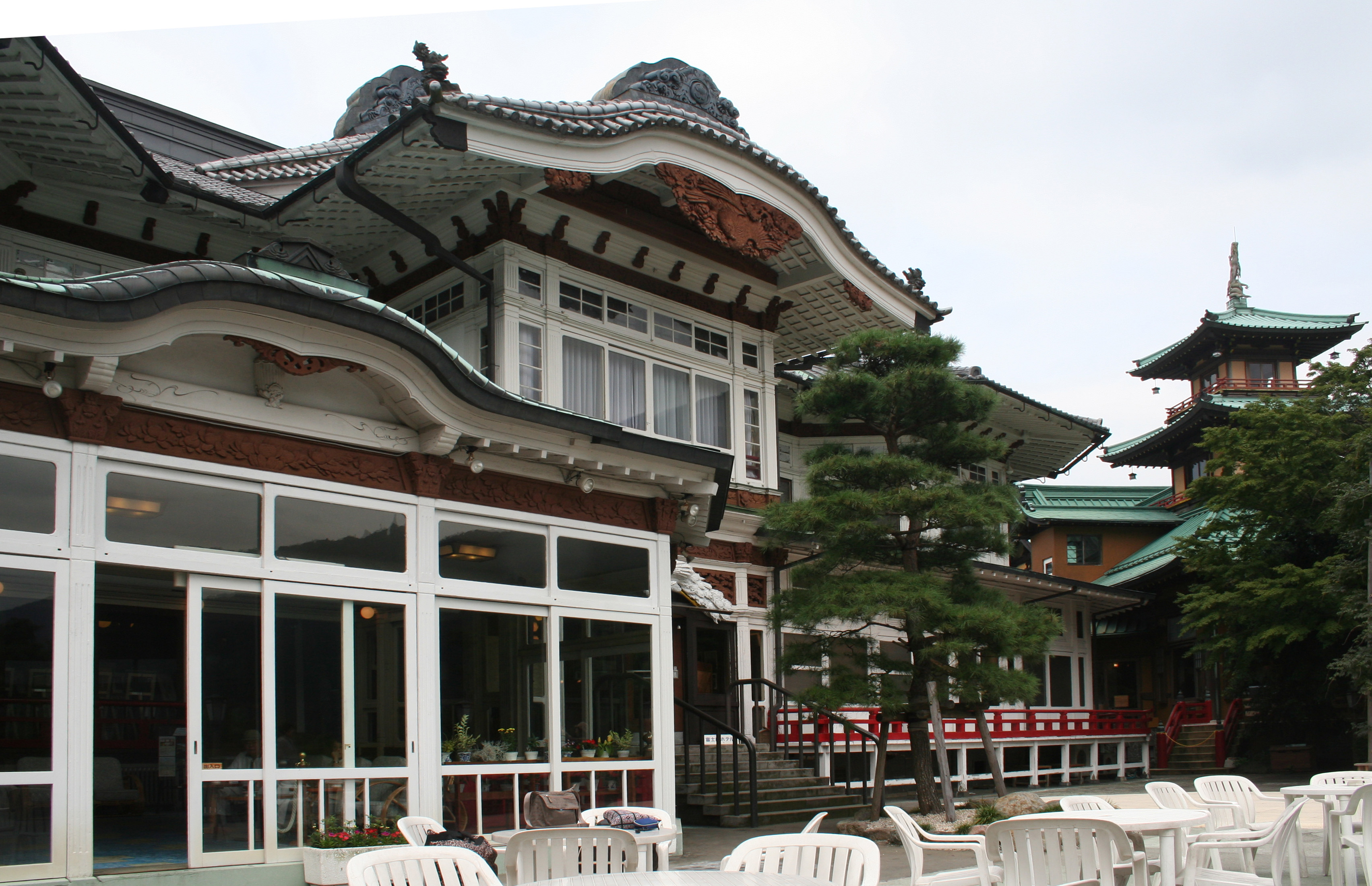
和洋折衷の建築といわれる富士屋ホテル。

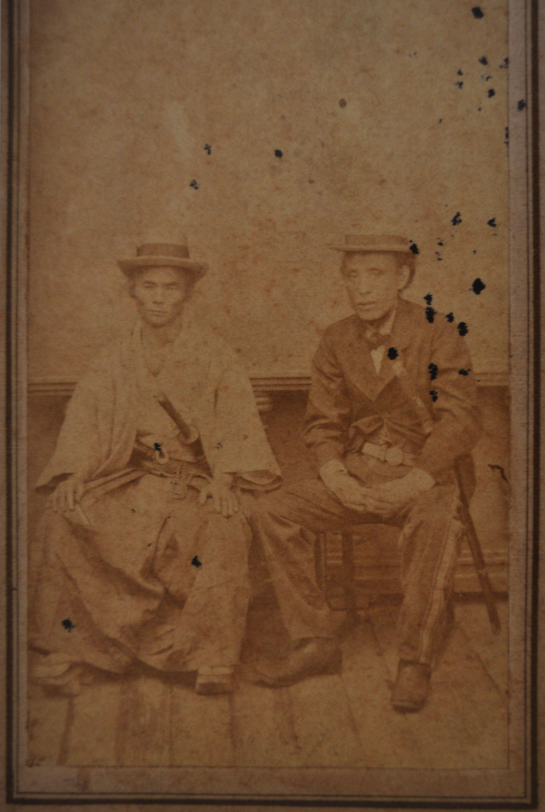
左側は税所篤、右側は大久保利通と考えられている写真。大久保は洋装をした上で、刀を差している。

和洋折衷（わようせっちゅう）とは、日本風と西洋風（主にアメリカ合衆国、イギリス、フランス、ドイツ、イタリア）の様式を共に取り入れること。江戸時代において幕末の朱子学者斎藤拙堂が唱えた。

## 概要
料理では、和風と洋風の特徴の双方を程よく取り入れることをいい、代表例としては、和のあんこと洋のパンを取り入れたあんパンやマグロを使用したカルパッチョなどが挙げられる。また、洋食と和食が同時に出た際にも和洋折衷という。
また、和洋に中国も加えた「和漢洋（わかんよう）」という言葉も存在する。さらに、和魂漢才（わこんかんさい）とは中国の学問を学びながらも日本の精神を失わないことをいい、和魂洋才（わこんようさい）は明治時代の語で、和魂漢才をもじったものである。